# Необратимый антагонист
Необратимые антагонисты ковалентно связываются с рецептором-мишенью, необратимо меняя его пространственную конфигурацию и тем самым необратимо инактивируют его. Необратимые антагонисты, как правило, не могут быть ферментативно удалены из связи с рецептором. Таким образом, продолжительность физиологического воздействия необратимого антагониста определяется не традиционной кинетикой связывания рецептора с лигандом, а скоростью оборота рецепторов — скоростью процесса физиологического «выведения из строя» и удаления с поверхности мембраны клетки старых, «деградировавших» от времени рецепторов и скоростью биосинтеза клеткой и выведения на поверхность клеточной мембраны новых рецепторов взамен старых, деградировавших. Примером необратимого антагониста α-адренорецепторов является феноксибензамин, который ковалентно и необратимо связывается с α-адренорецепторами, предотвращая тем самым связывание с ними адреналина и норадреналина. Инактивация рецепторов необратимым агонистом обычно приводит к снижению или уменьшению максимально возможного физиологического ответа на максимальную агонистическую стимуляцию («уплощение» кривой доза-эффект в зависимости от концентрации агониста, уменьшение её максимума). Помимо этого, в системах, в которых есть рецепторный резерв, также может наблюдаться сдвиг кривой «доза-эффект» вправо, подобный сдвигу кривой вправо, наблюдаемому при воздействии конкурентных антагонистов. Отмывание культуры клеток, которые подверглись воздействию антагониста, от остатков антагониста, обычно позволяет различить воздействие неконкурентного (но обратимого) антагониста от воздействия необратимого антагониста, поскольку действие неконкурентных антагонистов кратковременно и обратимо, и после отмывания клеток от антагониста эффективность воздействия на них агониста восстанавливается, чего не происходит при воздействии необратимых антагонистов.
Действие необратимых конкурентных антагонистов также основано на конкуренции антагониста с агонистом за рецептор. Однако скорость формирования ковалентных связей между рецепторами и таким антагонистом зависит от аффинности и химической реактивности конкретного необратимого антагониста. Для некоторых необратимых конкурентных антагонистов, может наблюдаться конкретный ограниченный во времени период, когда они ведут себя как обычные (обратимые) конкурентные антагонисты (могущие иметь или не иметь ту или иную базальную внутреннюю агонистическую активность), и свободно связываются с рецептором и так же свободно диссоциируют из связи с рецептором, со скоростями и вероятностями, определяемыми традиционной кинетикой связывания рецептора с лигандом. Однако с момента, когда сформировалась необратимая ковалентная связь, рецептор подвергается необратимой деактивации и функциональной деградации. Также как и для неконкурентных обратимых антагонистов и для неконкурентных необратимых антагонистов, в эксперименте для них может наблюдаться сдвиг кривой «доза-эффект» вправо. Однако в целом обычно наблюдается как уменьшение скорости нарастания кривой (первой производной), так и уменьшение максимума кривой.